# 墓地門事件
墓地門事件是發生在過渡時期臨時澳門市政局的一宗官員濫權和利益輸送案件，主角是第三任行政法務司司長陳麗敏。事件在2010年8月被媒體披露，澳門廉政公署展開調查，但廉署報告指濫權行為的法律追訴期已過。立法會吳國昌等議員提出的聽證程序也被立法會否決，事件由澳門特區檢察院立案調查。
陳麗敏在事發後，媒體報導本案件的證據消失與她的關係，行政長官崔世安把案件委派予行政法務司屬下部門調查，陳麗敏被稱「自己查自己」。

## 背景
1970年代，澳門市政廳不再批出永久墓地，原因是墓地不足，只有兩次向社會名人例外批給，受惠的死者是何賢和何鴻燊原配夫人黎婉華。
市政部門不再批出永久墓地，市民只能申請7年使用權的墓地作土葬，之後則須起葬遷入骨殖場（50年使用權） 。火葬者骨灰安放則須申請市政骨灰箱（50年使用權） 。至於歷史原因批出的永久墓地，則作為私產在民間世代相傳，只容許安葬一具遺體，政府也允許用作骨殖和骨灰的合葬用途，多見於家族合葬墓。
自此，永久墓地的概念在民間並不流傳，被認為是達官貴人享有的特權。澳門市政墓園中1970年代前的舊墓，可判定為永久墓地，親屬擁有墓地所有權的證明文件。

## 事件經過

### 回歸前獲得墓地批給
陳麗敏在回歸前任澳葡政府經濟司副司長，1997年陳母曾為一年前逝世的陳父向澳門市政廳申請永久租賃墓地，但遭拒絕。
1999年7月（陳麗敏獲得特區司長任命的前一個月），陳母再次為陳父申請永久租賃墓地，市政廳環境暨綠化部代部長在「陳父永久墓地申請」的內部文件表示：「鑑於所述情況，並且考慮到澳門地區的政治勢態……請上級考慮許可有關的申請」，而陳麗敏將在不久的回歸後成為市政廳改組部門（民政總署）的上司。市政當局領導層在未經市政議會表決情況下，批准了「陳父永久墓地申請」。

### 臨時市政局撤銷前批地
2001年12月，臨時澳門市政局在其被撤銷的十多天中，匆忙制定內部規章（《永久性墓穴租賃內部規章》）。規章於12月14日制定當日通過，並在12月21日由主席批准以每個澳門幣三萬八千元的價格批出舊西洋墳場的十個永久墓地。時任行政法務司司長、臨時澳門市政局的「監督實體」陳麗敏的長年親信、鄭姓顧問的家人獲得了其中一塊墓地。但在制定內部規則的同日，澳門立法會已經通過取代臨時澳門市政局的民政總署沒有墓地批給的權力。內部規則制定後並沒有公布，也沒有公開接受墓地申請事宜。

## 事件曝光
2010年8月10日，澳門媒體正報披露了事件，當時陳麗敏稱不知情。8月14日，正報又發出新聞指陳麗敏在回歸前數月、確定司長任命前一個月成功申請到父親的永久租賃墓地。
在正報披露事件的當日，行政法務司辦公室透過新聞局發出新聞稿，對「以權謀私」的說法作出說明，指墓地批給權力已從回歸前澳門市政廳轉到行政長官手中，墓地批給程序均依照法律規定進行。
檢察院指，在2010年8月10日以前已經接獲市民的刑事舉報，但根據接案時資料，無條件開立刑事卷宗調查。而在此之後，檢察院已立案調查「拒絕合作罪」（在調閱文件時遭拖延）及另一墓地有關的事實。

## 廉署調查
2010年8月11日起廉署對此案進入搜證調查程序，向民政總署要求調閱文件，在檢驗發現數量不符後，再要求民政總署補齊文件。並在2011年3月11日要求11個墓地的申請人檔案資料。4月26日廉署邀請臨時澳門市政局、澳門市政執行委員會前主席麥智健說明墓地批給程序。
2010年9月月公布的調查顯示，2001年12月13日市政議會下轄「行政、物業暨財政常設委員會」對內部規章表達通過意見後，12月14日市政執行委員會馬上召開會議並通過內部規章，但兩次會議中的內部規章條文有出入，沒有生效日期，沒有依法公布此內部規章，「內部規章」的組織內部性也不成立，當屬於「對外規章」，借內部規章之名行對外規章之實，而民政總署和之前的臨時澳門市政局都不享有對外立章權。
然而，廉署在調查報告的最後表示，由於臨時澳門市政局已被撤消，「當時作出決定的人員已離職，涉嫌濫用權力的追訴期已過，追究紀律責任的消滅時效亦已發生」。在報告中絲毫不提及陳麗敏在事件中的責任（報告中提及僅調查「法律責任」而非「政治責任」）。

## 區錦新角色爭議
自2001年開始擔任立法會議員的區錦新，與澳門民主派陣營議員吳國昌、陳偉智及公務員利益議員高天賜一直狙擊此事件。澳門日報針對區錦新的報導稱，臨時澳門市政局在2001年訂立墓地內部規章期間，區錦新任澳門市政議會的市政議員及議會轄下「行政、物業暨財政常設委員會」的委員，並決議通過《永久性墓穴租賃內部規章》。區錦新對此角色衝突表示自己當時對《澳門基本法》關於土地屬於國家的相關條文不夠敏感，規章制定時的「當事人」——他自己不能得知有沒有監督實體（行政上，行政法務司為臨時澳門市政局的監督實體）的官員在後發功，重申要求行政長官就問題開展紀律程序。他也表示會「將功補過」，繼續追查墓地門事件。而澳門日報中所謂區錦新在決議後表示「不會存在不公平的問題，因為已使用該墓穴者才有機會申請，如果每年都可抽籤，大家機會均等」，區錦新說是當時執委會當年說服委員會認同的理由，因為表面上理解是已安葬在墳場的身故者才能享用配額，而沒有考慮到可能有官員的親屬已經安葬在墳場，進而利用漏洞。
在回歸前1998年11月的「九不識」事件中，時任市政議員的區錦新聯同立法會議員吳國昌致函歐盟致使葡萄牙不能再調走澳門政府資金，已經得罪了墓地門事件當事人之一的臨時澳門市政區、市政執行委員會主席麥智健，區錦新在市政議會上遭其斥責，故區錦新與當時的建制已處於對立局面而不可能參與到可能存在的「以權謀私」之中。而廉署的調查報告也表明，當時墓地批給規章只有區錦新所屬的「行政、物業暨財政常設委員會」的四名成員通過，而非市政議會的全體大多數表決通過；市政執行委員會也把大部份權限授予主席，故委員會的「決議」對市政執行委員會主席而言，在組織內部只作意見處理。

## 涉及人物
- 陳麗敏，行政法務司司長。於2014年12月19日離任。
- 譚偉文，民政總署管理委員會主席，2013年6月因墓地門事件涉嫌瀆職被起訴，同月17日起被防範性停職。於2014年7月29日初級法院一審獲判無罪，及於2015年11月26日中級法院的終審裁判獲判無罪。自2016年3月2日起以定期委任方式委任為環境保護局局長。
- 李偉農，民政總署管理委員會副主席，2013年6月因墓地門事件涉嫌瀆職被起訴，同月17日起被防範性停職。於2014年7月29日初級法院一審獲判無罪，及於2015年11月26日中級法院的終審裁判獲判無罪。2016年1月1日重新擔任民政總署管理委員會副主席，及後就任第五屆特區政府經濟財政司司長。

### 引用
1. ↑  .   [2013-06-21]. （原始内容存档于2016-03-06）.
2. ↑  為先人申請骨殖箱位 市民連續兩晚通宵排隊[永久]，南都網，2013-04-16
3. ↑  .   [2013-06-21]. （原始内容存档于2013-07-10）.
4. ↑  .   [2013-06-21]. （原始内容存档于2013-06-18）.
5. ↑  .   [2011年12月7日]. （原始内容存档于2020年9月19日）.
6. ↑  .   [2011年12月7日]. （原始内容存档于2019年5月20日）.
7. ↑  行政法務司司長辦公室說明，2011年8月10日，澳門新聞局
8. ↑  .   [2011年12月7日]. （原始内容存档于2019年5月19日）.
9. ↑  .   [2011-12-08]. （原始内容存档于2015-05-29）.
10. ↑  不避權貴 堅持監督政府運作 被責『九不識』. 《新澳門》 (新澳門學社). 2005年9月, (29): 第4頁.